# Lathyrus transsilvanicus
Lathyrus transsilvanicus là một loài thực vật có hoa trong họ Đậu. Loài này được (Spreng.) Rchb. miêu tả khoa học đầu tiên.